# Stereophyllum brunnthaleri
Stereophyllum brunnthaleri là một loài rêu trong họ Stereophyllaceae. Loài này được Broth. mô tả khoa học đầu tiên năm 1913.